# Ratajki
Ratajki [raˈtai̯ki] là một ngôi làng thuộc khu hành chính của Gmina Sianów, thuộc huyện Koszalin, Zachodniopomorskie, ở phía tây bắc Ba Lan. Nó nằm khoảng 12 kilômét (7 mi) phía đông Sianów, 19 km (12 mi) phía đông Koszalin và 152 km (94 mi) về phía đông bắc của thủ đô khu vực Szczecin.